# Zlatko Bolić
Zlatko Bolić (in serbo Златко Болић?; Novi Sad, 6 febbraio 1974) è un ex cestista serbo.

## Palmarès
- YUBA liga: 1

Stella Rossa Belgrado: 1997-98